# Mandevilla foliosa
Mandevilla foliosa är en oleanderväxtart som först beskrevs av Müll. Arg., och fick sitt nu gällande namn av William Botting Hemsley. Mandevilla foliosa ingår i släktet Mandevilla och familjen oleanderväxter. Inga underarter finns listade i Catalogue of Life.